# Garnier de Valenciennes
Pour les articles homonymes, voir Garnier.
Garnier, mort en 973, fut comte de Valenciennes en 973.
À la mort de Richer, comte de Hainaut et de Mons, l'empereur Otton Ier donna à son frère Renaud le comté de Mons et le titre de comte de Hainaut, tandis que le comté de Valenciennes était donné à Garnier. Ils furent tous deux attaqués par Régnier IV, fils d'un ancien comte de Hainaut qui cherchait à reprendre le comté de son père, et tués à Péronne.

## Source
- L. Vanderkindere, « Régnier IV », Académie royale de Belgique, Biographie nationale, vol. 19, Bruxelles, 1907 [détail des éditions], p. 879